# Вакетерос (Игнасио Зарагоза)
Вакетерос (шп. Vaqueteros) насеље је у Мексику у савезној држави Чивава у општини Игнасио Зарагоза. Насеље се налази на надморској висини од 1860 м.

## Становништво
Према подацима из 2010. године у насељу су живела 2 становника.

### Хронологија
| Година       | 2000         | 2005        | 2010 |
| ------------ | ------------ | ----------- | ---- |
| Становништво | 41 (23 / 18) | 17 (10 / 7) | 2    |

### Попис
| # | Индикатор                     | Вредност |
| - | ----------------------------- | -------- |
| 1 | Укупно домаћинстава           | 18       |
| 2 | Укупно насељених домаћинстава | 1        |
| 3 | Величина локације             | 1        |